# شاه دوشمشیره
مسجد شاه دو شمشیره یکی از معروف‌ترین مساجد تاریخی در شهر کابل، پایتخت افغانستان، است که به دلیل معماری منحصربه‌فرد، پیشینهٔ تاریخی و افسانه‌ای، و موقعیت جغرافیایی خود در میان مردم کابل و بازدیدکنندگان جایگاه ویژه‌ای دارد. این مسجد در نزدیکی رود کابل و در منطقهٔ پررفت‌وآمد پل شاه دو شمشیره قرار گرفته و یکی از نمادهای فرهنگی و مذهبی شهر محسوب می‌شود.

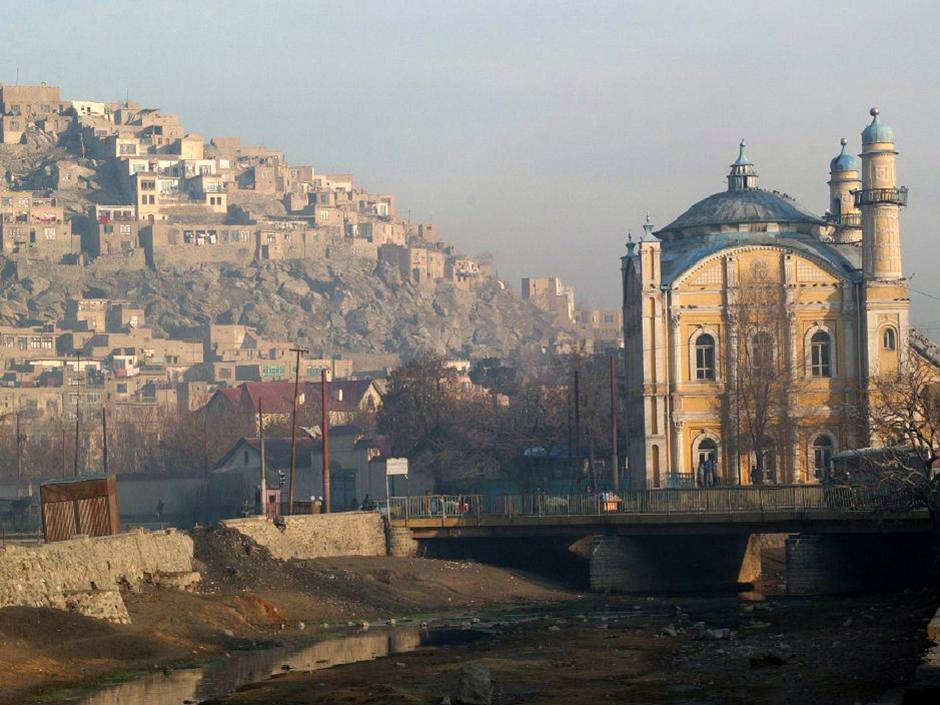
مسجد شاه دوشمشیره و کناره کوه آسمائی در کابل

## تاریخچه
مسجد شاه دو شمشیره در اوایل قرن بیستم میلادی و در دورهٔ حکومت امیر حبیب‌الله خان (1901–1919) ساخته شد. این مسجد به نام شخصیتی تاریخی و افسانه‌ای به نام "شاه دو شمشیره" (به معنای شاهی که دو شمشیر حمل می‌کند) نامگذاری شده است.
طبق روایت‌های تاریخی و افسانه‌ای، شاه دو شمشیره یکی از فرماندهان عرب بود که در دورهٔ فتوحات اسلامی به منطقهٔ کابل آمد. وی در جنگی در این ناحیه کشته شد و به دلیل شجاعت فراوانش، به خصوص توانایی جنگیدن با دو شمشیر به صورت همزمان، این لقب به او داده شد. باور بر این است که مقبرهٔ او در نزدیکی همین مسجد قرار دارد.
علاوه بر این، برخی منابع محلی ادعا می‌کنند که شاه دو شمشیره یکی از یاران یا از نسل فرماندهانی بوده که در دورهٔ خلافت اموی یا عباسی برای گسترش اسلام به این مناطق سفر کرده بودند. با این حال، اطلاعات دقیق تاریخی دربارهٔ زندگی او در دسترس نیست و بیشتر روایت‌ها جنبهٔ افسانه‌ای دارند.

## معماری
معماری مسجد شاه دو شمشیره بسیار متمایز و منحصربه‌فرد است. این مسجد برخلاف بسیاری از مساجد سنتی افغانستان که دارای گنبدها و مناره‌های بلند هستند، از سبک ترکیبی الهام گرفته از معماری اسلامی و غربی برخوردار است.

#### ویژگی‌های معماری:
1. دو طبقه بودن: این مسجد در دو طبقه ساخته شده که طبقهٔ اول برای برگزاری نمازهای روزمره و طبقهٔ دوم به عنوان فضای اضافی در روزهای شلوغ مانند نماز جمعه و اعیاد اسلامی استفاده می‌شود.
2. گنبد کوچک: برخلاف مساجد بزرگ سنتی، گنبد این مسجد کوچک و ساده طراحی شده است که با تزئینات داخلی ظریف خودنمایی می‌کند.
3. پلکان زیبا: پلکان‌هایی که به طبقهٔ دوم مسجد منتهی می‌شوند، با استفاده از چوب و سنگ محلی تزئین شده‌اند و یکی از عناصر جذاب معماری این بنا به شمار می‌روند.
4. تزئینات داخلی: فضای داخلی مسجد با نقوش هندسی و کتیبه‌هایی به خط کوفی و نسخ آراسته شده است. رنگ‌های آبی، سبز، و طلایی به طور هنرمندانه در تزئینات استفاده شده‌اند.
5. موقعیت استراتژیک: این مسجد در نزدیکی رود کابل و در یکی از پرترددترین نقاط شهر قرار گرفته است و از نظر بصری و جغرافیایی تأثیرگذاری بالایی دارد.

## موقعیت جغرافیایی و اهمیت اجتماعی
مسجد شاه دو شمشیره در منطقهٔ مرکزی کابل و در نزدیکی بازارهای پررفت‌وآمد و تاریخی این شهر واقع شده است. این مسجد نه تنها یک مکان عبادی است، بلکه به دلیل موقعیت استراتژیک خود، محل تجمع‌های اجتماعی و مذهبی مردم نیز محسوب می‌شود. در مناسبت‌هایی مانند عید قربان و عید فطر، هزاران نفر برای برگزاری نماز جماعت به این مسجد می‌آیند. همچنین این مسجد به عنوان یکی از جاذبه‌های گردشگری برای بازدیدکنندگان داخلی و خارجی شناخته می‌شود.

## افسانه‌ها و باورهای محلی
روایت‌های مردمی دربارهٔ شاه دو شمشیره در میان مردم کابل بسیار زنده است. گفته می‌شود که او در میدان نبرد شجاعانه جنگید و پس از کشته شدنش، به دلیل ارادت مردم به او، این مسجد در نزدیکی محل دفن او ساخته شد. برخی مردم باور دارند که این مسجد برکت خاصی دارد و دعاهای انجام‌شده در این مکان بیشتر مستجاب می‌شوند.

## چالش‌ها و تلاش‌های حفاظتی
در سال‌های اخیر، مسجد شاه دو شمشیره با چالش‌های زیادی روبرو بوده است. جنگ‌های چند دههٔ گذشته و بی‌ثباتی سیاسی در افغانستان باعث آسیب به بناهای تاریخی از جمله این مسجد شده است. همچنین افزایش ساخت‌وسازهای غیرقانونی در اطراف مسجد، بر زیبایی و محیط اطراف آن تأثیر منفی گذاشته است.

#### تلاش‌ها:
- وزارت اطلاعات و فرهنگ افغانستان در دههٔ گذشته اقداماتی برای مرمت این مسجد انجام داده است.
- برخی از سازمان‌های بین‌المللی نیز پیشنهادهایی برای کمک به بازسازی و حفاظت از این اثر تاریخی ارائه داده‌اند.
- مردم محلی نیز نقش مهمی در حفظ و نگهداری مسجد داشته‌اند و اغلب کمک‌های مالی برای بازسازی آن جمع‌آوری کرده‌اند.